# Ahrbrück
Ahrbrück ist eine Ortsgemeinde im Landkreis Ahrweiler in Rheinland-Pfalz. Sie gehört der Verbandsgemeinde Altenahr an.

## Gemeindegliederung
Die Gemeinde besteht aus den drei Ortsteilen Ahrbrück (bis 1938 Denn), Brück und Pützfeld. Zu Pützfeld gehören auch die Wohnplätze „An der Pützfelder Kapelle“ und „Im Ahrbogen“.

## Geschichte
Pützfeld wurde 893 als Besitz der Abtei Prüm erstmals erwähnt. Im 13. Jahrhundert gehörte es, wie auch die 1265 erstmals urkundlich genannten Siedlungen Brück und Denn, zur Grafschaft Are, mit der 1246 die drei Dörfer unter Kölnische Hoheit ins Amt Altenahr kamen. Pützfeld besaß eine größere Burganlage, deren Besitzer 1681 die Marienkapelle links der Ahr erbauten.
1649 wurde in den Hexenverfolgungen die aus Pützfeld stammende Else Simons als Hexe angezeigt und gefoltert. Der Hinrichtung mussten zur Abschreckung alle Leute des Ortes beiwohnen. Zur Erinnerung an Else Simons wurde 2008 ein Gedenkstein an der ehemaligen Richtstätte Auf Wolfsgraben aufgestellt.
1938 wurde die Ortschaft „Denn“ bei der Anlegung des Luftwaffenübungsplatzes Ahrbrück zwangsgeräumt. Der frühere Luftwaffenübungsplatz Ahrbrück wurde 1950 zur Wiederbesiedlung freigegeben und man beschloss, heimatvertriebene Bauern aus dem ostpreußischen Ermland anzusiedeln. Der Name „Ahrbrück“ anstelle von Denn wurde bei der Wiederbesiedlung nach dem Zweiten Weltkrieg beibehalten.
Die heutige Ortsgemeinde wurde am 7. Juni 1969 nach der Auflösung der bis dahin selbständigen Gemeinden Ahrbrück (502 Einwohner), Brück (443 E.) und Pützfeld (230 E.) neu gebildet.
Bevölkerungsentwicklung
Die Entwicklung der Einwohnerzahl von Ahrbrück bezogen auf das heutige Gemeindegebiet; die Werte von 1871 bis 1987 beruhen auf Volkszählungen:
| Jahr | Einwohner |
| 1815 | 1.936     |
| 1835 | 2.419     |
| 1871 | 2.146     |
| 1905 | 2.309     |
| 1939 | 560       |
| 1950 | 592       |

| Jahr | Einwohner |
| 1961 | 1.041     |
| 1970 | 1.170     |
| 1987 | 1.119     |
| 1997 | 1.120     |
| 2005 | 1.244     |
| 2024 | 1.141     |

## Politik

### Gemeinderat
Der Gemeinderat in Ahrbrück besteht aus 16 Ratsmitgliedern, die bei der Kommunalwahl am 9. Juni 2024 in einer personalisierten Verhältniswahl gewählt wurden, und dem ehrenamtlichen Ortsbürgermeister als Vorsitzendem.
Die Sitzverteilung im Gemeinderat:
| Wahl | SPD | CDU | FDP | BV | IGA | Gesamt   |
| ---- | --- | --- | --- | -- | --- | -------- |
| 2024 | –   | –   | –   | 7  | 9   | 16 Sitze |
| 2019 | –   | 7   | –   | 9  | –   | 16 Sitze |
| 2014 | 3   | 9   | –   | 4  | –   | 16 Sitze |
| 2009 | 2   | 9   | 1   | 4  | –   | 16 Sitze |
| 2004 | 2   | 10  | –   | 4  | –   | 16 Sitze |
| 1999 | 3   | 4   | –   | 9  | –   | 16 Sitze |

- BV = Bürgerverein Ahrbrück, Brück, Pützfeld e. V.
- IGA = Interessengemeinschaft Gemeinde Ahrbrück e. V.

### Bürgermeister
Guido Galle (Bürgerverein) wurde am 11. Juli 2024 Ortsbürgermeister von Ahrbrück. Bei der Direktwahl am 9. Juni 2024 war er ohne Gegenkandidat mit 61,0 % der Stimmen gewählt worden. Die Wahlbeteiligung lag bei 72,9 %.
Galles Vorgänger Walter Radermacher (Bürgerverein) hatte das Amt im Juli 2016 übernommen. Bei der Direktwahl am 26. Mai 2019 wurde er mit einem Stimmenanteil von 85,17 % für weitere fünf Jahre in seinem Amt bestätigt. Bei der Direktwahl am 9. Juni 2024 trat Radermacher nicht mehr an.
Radermachers Vorgänger Heribert Seul (CDU) hatte das Amt mit Wirkung zum 31. März 2016 aus persönlichen Gründen niedergelegt. Übergangsweise wurden die Amtsgeschäfte bis zum Amtsantritt des Nachfolgers von der Ersten Beigeordneten Rita Löhndorf ausgeübt.

### Wappen
| Wappen von Ahrbrück | Blasonierung: „In Gold unter erhöhtem schwarzen Balken drei rote Muscheln (2:1).“ |
| Wappen von Ahrbrück |                                                                                   |

## Kultur und Sehenswürdigkeiten

### Bauwerke

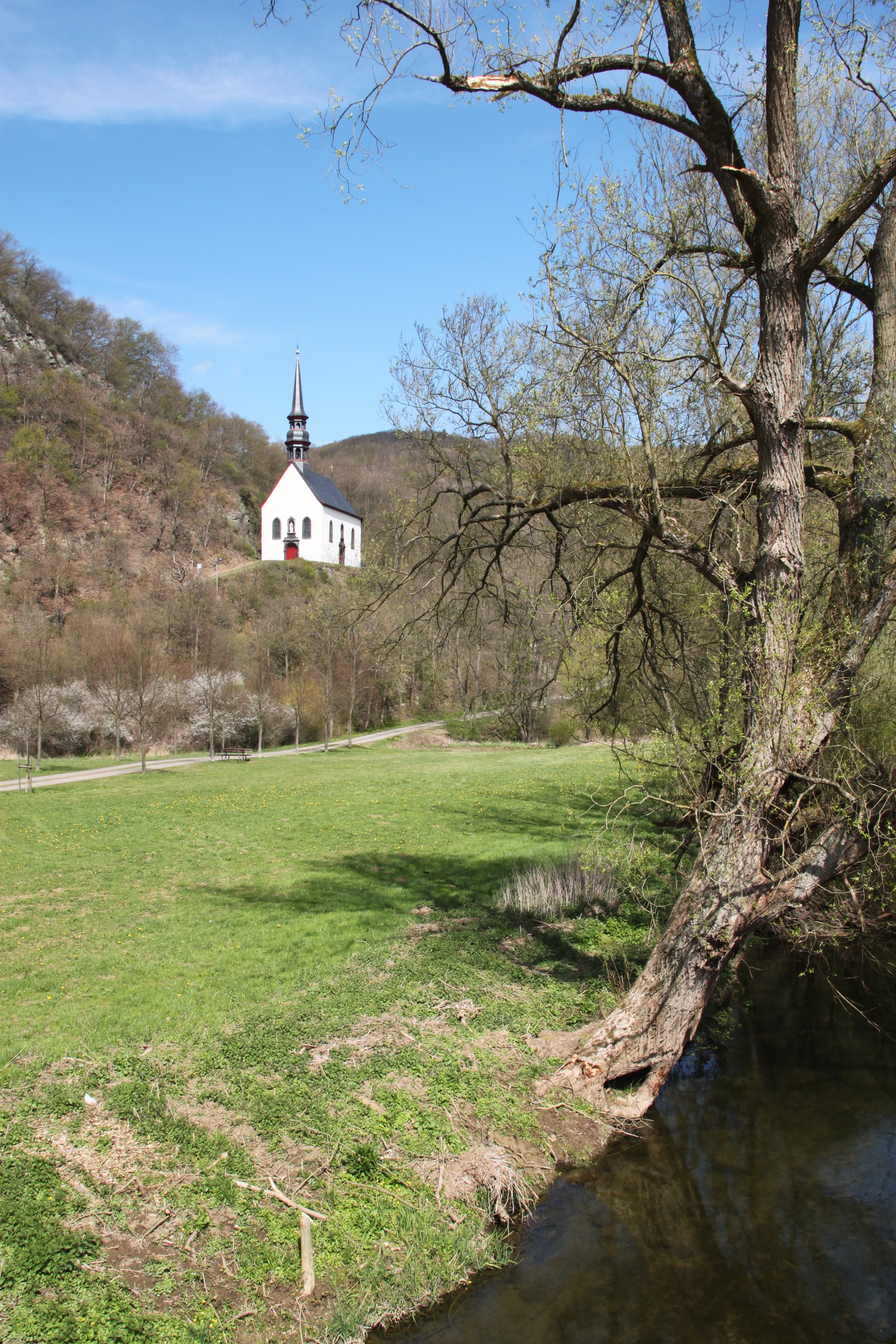
Marien-Wallfahrtskapelle in Ahrbrück-Pützfeld

Das größte sakrale Bauwerk in Ahrbrück ist derzeit die St.-Andreas-Kirche. Da sie beim Ahrhochwasser 2021 stark beschädigt wurde, soll sie nach einem letzten Gottesdienst, der am 16. September 2022 abgehalten wurde, abgerissen werden. Der Abriss der Kirche erfolgte im Sommer 2025.
Erwähnenswert sind die Dorfkapellen St. Rochus in Ahrbrück und St. Katharina in Brück, die 1993 restaurierte Marien-Wallfahrtskapelle Pützfeld mit barocker Ausstattung sowie die evangelische Auferstehungskapelle.

### Sport und Freizeitaktivitäten

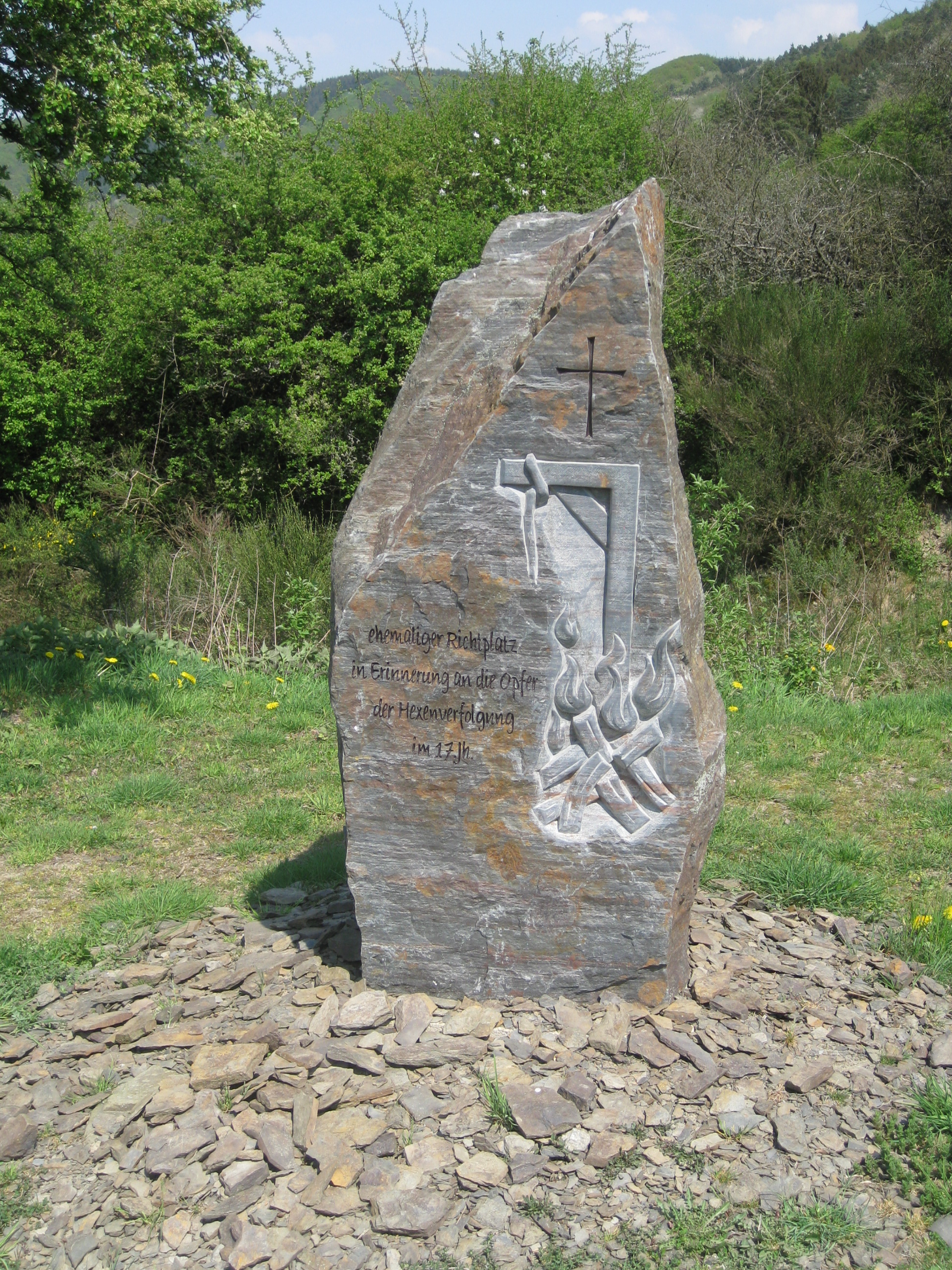
Hexendenkmal an der Silvesterhütte in Ahrbrück

#### Turnhalle
Auf dem Gelände der Denntal-Grundschule befindet sich eine kleinere Turnhalle.
Diese wird neben dem Schulbetrieb auch von den ortsansässigen Vereinen genutzt.
Das Angebot geht von Aerobic, Damenturnen, Gymnastik, Kendō bis hin zu klassischem Shotokan-Karate.

#### Multifunktionsplatz / Sportplatz
Aufgrund der Ahrflut 2021 und der Folgeaktivitäten wurde der Sportplatz des ABK beschädigt. Aufgrund einer Aussage des Sportbundes konnte er so nicht mehr hergestellt werden und wurde in Absprache für andere Funktionen genutzt. Neben der bestehenden Kleinspielfeld-Anlage sind derzeit Tennisplätze in Benutzung. Eine neue moderne Sportanlage mit Sportheim für den Vereins und Schulsport nach dem neuesten Stand ist beschlossen, die Baumaßnahmen sollen August 2026 beginnen.

#### Wandern
Fernwanderwege:
- Karl-Kaufmann-Weg, einer der Hauptwanderwege des Eifelvereins
- Ahrsteig

### Musik
Beheimatete Bands:
- Nothing to prove (ehemals Vorlaut)
- Q-ELSA (Punkrock, gegr. 1991 von vier Ahrbrückern, letztes Konzert 2008, JG-Fest Brück)
- Paco Paco, jährliche Konzerte in der Marienwallfahrtskapelle
- Hirschbach-Duo
- Bauhof 20 (Punkband)

Weiterhin gibt es den gemischten Chor, Liederkranz 1913, Ahrbrück.
Einzelkünstler
- Kussi (Karneval-Singer and Songwriter)[13]

## Wirtschaft und Infrastruktur

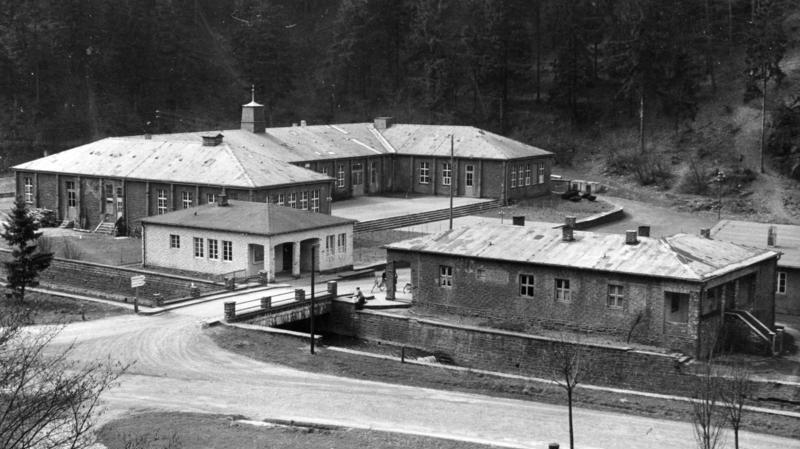
Eine Kristallschleiferei in Ahrbrück als Flüchtlingsbetrieb, 1952

### Verkehr
- Der Haltepunkt Ahrbrück (ehem. Bahnhof Brück (Ahr)) liegt an der Unteren Ahrtalbahn (KBS 477[14]) Remagen – Ahrbrück, auf der im Personennahverkehr die „Rhein-Ahr-Bahn“ verkehrt. Aufgrund der Ahrflut 2021 ist derzeit nur ein Schienenersatzverkehr möglich, die DB AG hat aber bis Ende 2025 die Wiederherstellung, Elektrifizierung und Modernisierung (20-Minuten-Takt) angekündigt.

| Linie | Linienverlauf | Takt   |
| --- | --- | ------ |
| RB 30 | Rhein-Ahr-Bahn: Bonn Hbf – Bonn UN Campus – Bonn-Bad Godesberg – Bonn-Mehlem – Oberwinter – Remagen – Bad Bodendorf – Heimersheim – Bad Neuenahr – Ahrweiler – Ahrweiler Markt – Walporzheim (– Dernau – Rech – Mayschoß – Altenahr – Kreuzberg (Ahr) – Ahrbrück) bis Ende 2025 wegen Hochwasserschäden nur bis Walporzheim, der weitere Streckenverlauf bis Ahrbrück ist seit Juli 2021 nicht mehr befahrbar Stand: Fahrplanwechsel Dezember 2021 | 60 min |
| Der Schienenpersonennahverkehr (SPNV) wird von der DB Regio AG, Region NRW durchgeführt, die Dieseltriebwagen des Typs Alstom Coradia LINT einsetzt. Ab Dezember 2025 werden auch Elektroloks der Transdev (Mittelrheinbahn) eingesetzt | |        |

- Buslinien verbinden Ahrbrück mit Rheinbach, Kelberg, Adenau, Blankenheim (Wald), Bad Münstereifel, Kirchsahr, Cassel  und Remagen (SEV).
- Für den öffentlichen Personennahverkehr auf der „Rhein-Ahr-Bahn“ gilt sowohl der Tarif des Verkehrsverbundes Rhein-Mosel (VRM) als auch des regionalen Verkehrsverbundes Rhein-Sieg (VRS), für Fahrten in ganz Nordrhein-Westfalen außerdem der NRW-Tarif.
- Die B 257 verbindet Ahrbrück mit der A 61.

### Bildung
Eine Grundschule und die Kindertagesstätte „Wirbelwind“ sind vorhanden.

### Feuerwehr
Die Ortsgemeinde Ahrbrück besitzt eine Freiwillige Feuerwehr, deren beiden Löschgruppen LG Ahrbrück und LG Brück 2016 zusammen gingen. Sie ist eine Teileinheit der Freiwilligen Feuerwehr der Verbandsgemeinde Altenahr.